# Охоплення

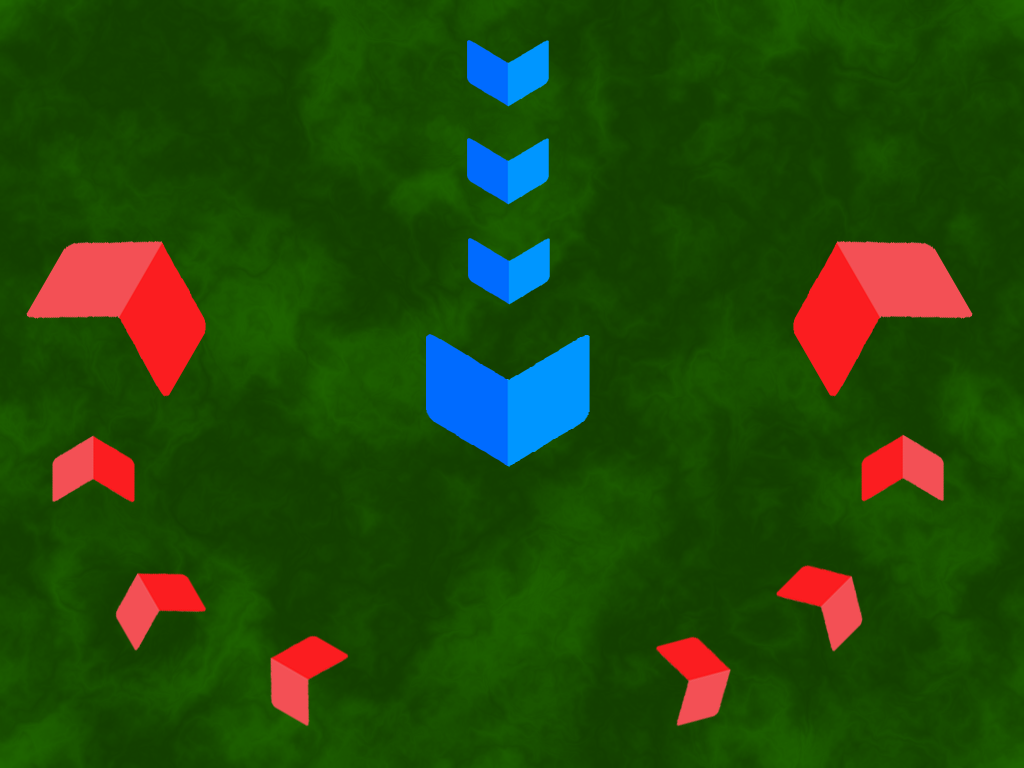
Маневр подвійним охопленням

Охо́плення — це вид маневру який здійснюється у тактичній і вогневій взаємодії з військами, що діють з фронту. З'єднання, військові частини та підрозділи, які здійснюють охоплення, підтримуються з фронту вогневими засобами, що знаходяться у розпорядженні командувача (командира).
Охоплення повітрям, як різновид охоплення, може проводитися висадкою в тил противника повітряних десантів, перекиданням військ повітряним транспортом та їхніми спільними діями з рейдовими загонами в тилу противника.

## Зовнішні джерела
- Толковый Словарь военных терминов